# فهرست وابسته‌های دیپلماتیک در اتریش

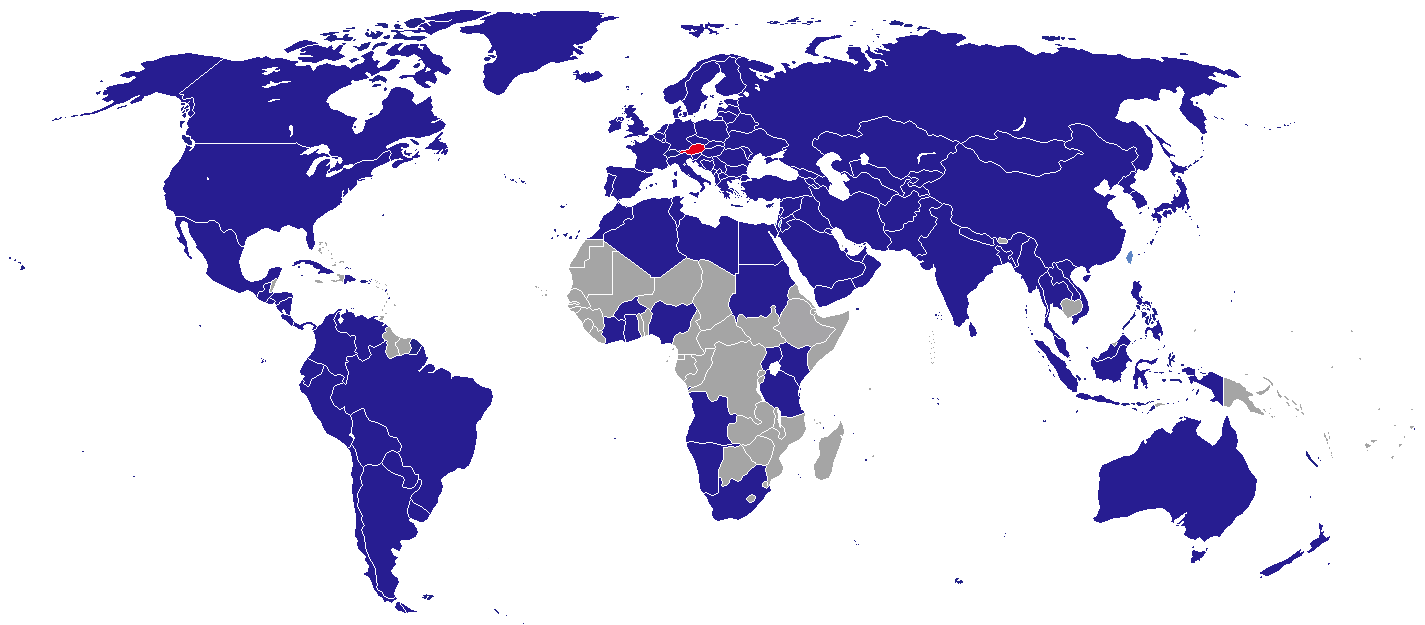
نقشه سفارت‌ها در اتریش

این فهرست سفارت‌ها در اتریش است. در حال حاضر وین میزبان ۱۲۲ سفارت است. چندین کشور دیگر سفیران معتبر در اتریش دارند که بیشتر آنها در برلین ساکن هستند. 

## سفارت‌ها
وین
| - افغانستان - آلبانی - الجزایر - آندورا - آنگولا - آرژانتین - ارمنستان - استرالیا - جمهوری آذربایجان - بنگلادش - بلاروس - بلژیک - بولیوی - بوسنی و هرزگوین - برزیل - بلغارستان - بورکینافاسو - کانادا - شیلی - چین - کلمبیا - کاستاریکا - کرواسی - کوبا - قبرس - جمهوری چک - دانمارک - جمهوری دومینیکن - اکوادور - مصر | - السالوادور - استونی - فنلاند - فرانسه - گرجستان - آلمان - یونان - گواتمالا - سریر مقدس - هندوراس - مجارستان - هند - اندونزی - ایران - عراق - جمهوری ایرلند - اسرائیل - ایتالیا - ساحل عاج - ژاپن - اردن - قزاقستان - کنیا - کوزوو - کویت - قرقیزستان - لائوس - لتونی - لبنان - لیبی | - لیختن‌اشتاین - لیتوانی - لوکزامبورگ - مالزی - مالت - مکزیک - مولدووا - مغولستان - مونته‌نگرو - مراکش - میانمار - نامیبیا - نپال - هلند - نیوزیلند - نیکاراگوئه - نیجریه - کره شمالی - مقدونیه شمالی - نروژ - عمان - پاکستان - پاناما - پاراگوئه - پرو - فیلیپین - لهستان - پرتغال - قطر - رومانی | - روسیه - سان مارینو - عربستان سعودی - صربستان - اسلواکی - اسلوونی - آفریقای جنوبی - کره جنوبی - جزایر مالتا - اسپانیا - سری‌لانکا - سودان - سوئد - سوئیس - سوریه - تاجیکستان - تایلند - تونس - ترکیه - ترکمنستان - اوکراین - امارات متحده عربی - بریتانیا - ایالات متحده آمریکا - اروگوئه - ازبکستان - ونزوئلا - ویتنام - یمن |

## دفترهای نمایندگی
- تشکیلات خودگردان فلسطین (نمایندگی عمومی فلسطین)
- تایوان (دفتر اقتصادی و فرهنگی تایپه)

## کنسولگری‌ها

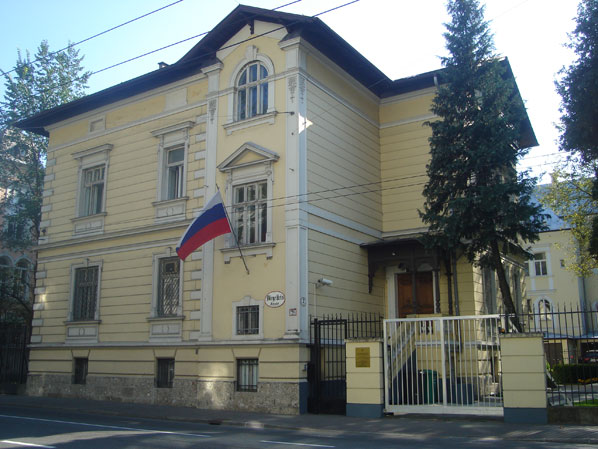
کنسولگری روسیه در زالتسبورگ.

برگنتس
- ترکیه

اینسبروک
- ایتالیا

کلاگن‌فورت
- اسلوونی

زالتسبورگ
- روسیه
- صربستان
- ترکیه

## سفارت‌های غیر ساکن
(در برلین مگر اینکه ذکر شده باشد)
| - بحرین (ژنو) - باربادوس (بروکسل) - بنین (ژنو) - بوتان (کشور) (ژنو) - بوتسوانا (ژنو) - برونئی - بوروندی - کامبوج (بروکسل) - کامرون - جمهوری کنگو - اریتره - اتیوپی (ژنو) - اسواتینی (ژنو) - گابن - گامبیا (لندن) - غنا (برن) - گینه - گینه بیسائو - گویان (بروکسل) - هائیتی (ژنو) - ایسلند (ریکیاویک) | - جامائیکا (ژنو) - لسوتو - لیبریا - ماداگاسکار (ژنو) - مالاوی - مالدیو - مالی - موریتانی - موریس - موناکو - موزامبیک - نیجر (ژنو) - رواندا (ژنو) - سنت وینسنت و گرنادین‌ها (لندن) - سنگال - سیرالئون - سنگاپور (سنگاپور) - تانزانیا - توگو - ترینیداد و توباگو (ژنو) - اوگاندا - زامبیا |

## سفارت‌های سابق
- بلیز
- کیپ ورد
- اتیوپی
- ایسلند
- زیمبابوه